# Uprising (album av Bob Marley & The Wailers)
Uprising är ett musikalbum från 1980 med Bob Marley & The Wailers, det sista album Marley släppte innan han avled ett år senare.
Så gott som alla låtar på albumet, särskilt "Zion Train" och "Forever Loving Jah" har starka band till rastafari-religionen, detta är ett av Bob Marleys mest religiösa album. För ovanlighetens skull finns också en sång med som inte har den traditionella reggaetakten, "Redemption Song", en akustisk sång om orättvisa.
Albumet blev en storsäljare i Europa, men en mer blygsam framgång i USA. På Billboardlistan kom albumet att hamna på plats 45. Den populäraste singelskivan från albumet blev "Could You Be Loved", en ovanligt dansvänlig låt för att komma från Marley.

## Låtlista
Alla låtar är skrivna av Bob Marley.
1. "Coming in from the Cold" - 4:31
2. "Real Situation" - 3:08
3. "Bad Card" - 2:48
4. "We and Dem" - 3:12
5. "Work" - 3:40
6. "Zion Train" - 3:34
7. "Pimpers Paradise" - 3:26
8. "Could You Be Loved" - 3:56
9. "Forever Loving Jah" - 3:51
10. "Redemption Song" - 3:47

## Listplaceringar
| Lista (1980-1981) | Position            |
| ----------------- | ------------------- |
| Finland           | 17                  |
| Frankrike         | 1                   |
| Nederländerna     | 4                   |
| Norge             | 6 (VG-lista)        |
| Nya Zeeland       | 1                   |
| Storbritannien    | 6 (UK Albums Chart) |
| Sverige           | 3 (Topplistan)      |
| USA               | 45 (Billboard 200)  |
| Västtyskland      | 5                   |
| Österrike         | 6                   |